# Tweenaturenleer
De tweenaturenleer of het dyofysitisme (Grieks: δυοφυσιτισμός, dyofysitismós, van δυο, dyo, "twee" en φύσις, physis, "natuur") gaat over de verhouding van het goddelijke en menselijke in de persoon van Jezus Christus of God de Zoon. De leer houdt in dat Jezus zowel volledig goddelijk als volledig menselijk is en dat deze beide naturen ongescheiden en onvermengd zijn. De tweenaturenleer werd vastgelegd op het Concilie van Chalcedon (451).
De vraag naar de natuur van Christus ontstond nadat op het Eerste Concilie van Nicea was vastgelegd dat Jezus gelijk in wezen (homo-ousios) was aan God de Vader. Dit riep de vraag op hoe het goddelijke en het menselijke in zijn persoon samengekomen waren.
Nestorius legde sterk de nadruk 
op het onderscheid tussen het goddelijke en het menselijke in Jezus. Hij gaf met name het menselijke karakter van Jezus veel aandacht. Zijn leer, in het westen aangeduid als Nestorianisme, kreeg in Syrië veel aanhang, maar werd veroordeeld door het Concilie van Efeze. De uitkomst van het concilie werd niet geaccepteerd door kerken o.a. in Egypte en Armenië, waar het miafysitisme opkwam, dat stelt dat er in Jezus één natuur was, die de goddelijke en de menselijke verenigt. 
In het westen daarentegen was men van mening dat Jezus twee volledige naturen had, een goddelijke en een menselijke. Deze waren ongescheiden (tegen de Nestorianen) en onvermengd (tegen de monofysieten). Op het Concilie van Chalcedon werd deze leer tot dogma verheven. In de woorden van de geloofsbelijdenis van Chalcedon was Jezus "volmaakt in zijn Godheid en volmaakt in zijn mensheid". De Tweenaturenleer wordt aanvaard door de Rooms-Katholieke Kerk, de protestantse en de oosters-orthodoxe kerken, maar niet door de Armeens-Apostolische Kerk en de andere oriëntaals-orthodoxe kerken. Evenmin wordt ze aanvaard door de nestoriaanse Assyrische Kerk van het Oosten.
Bij de tweenaturenleer wordt vaak het voorbeeld gebruikt van water en wijn die het goddelijke en menselijke symboliseren. Ze zijn bij elkaar zonder dat de één de ander opneemt. Ze zijn ongemengd, ongedeeld, ongescheiden en onveranderd.